# Jan Chlebowski (lekarz)

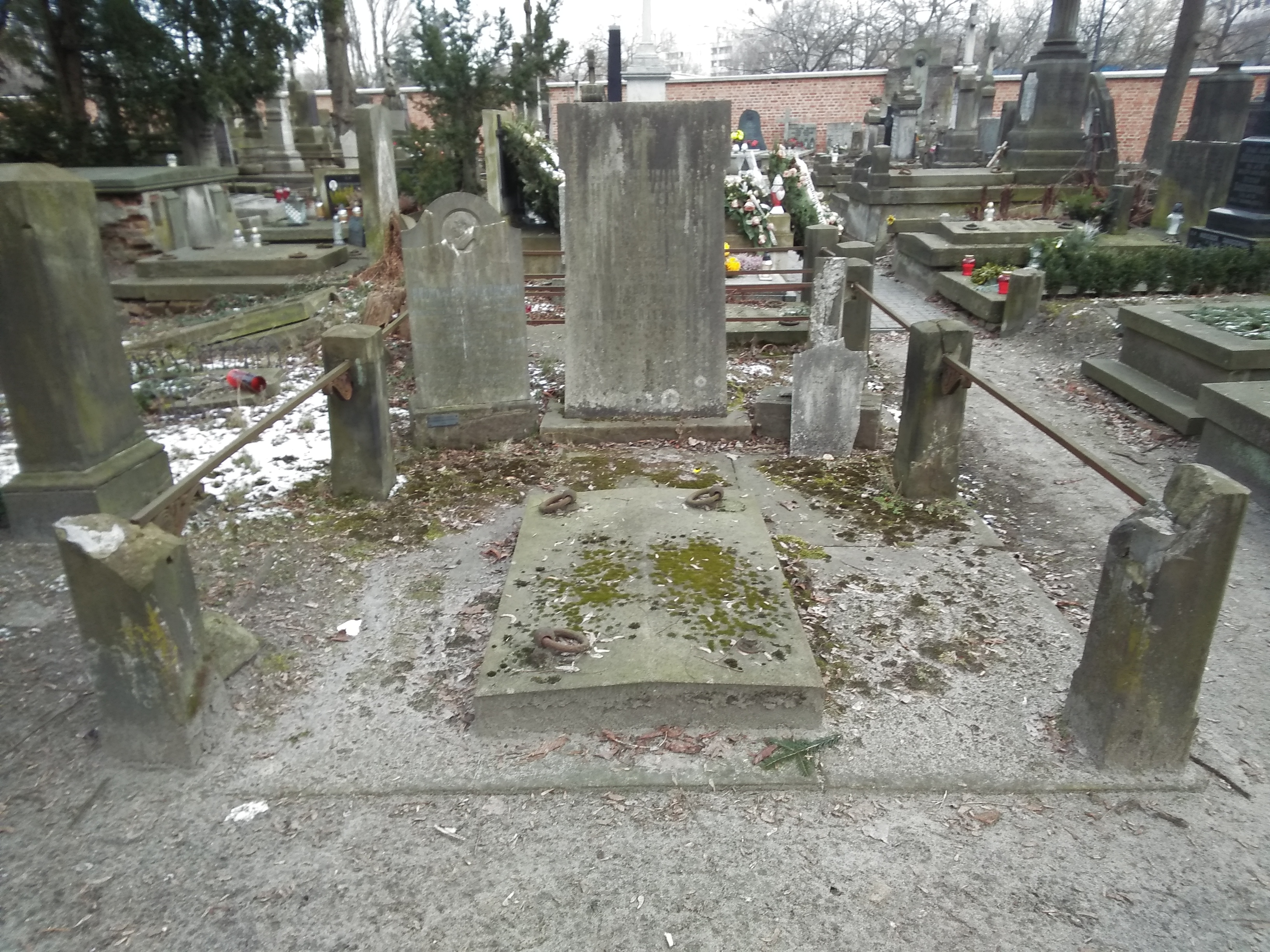
Grób rodzinny Jana i Zofii Chlebowskich

Jan Chlebowski (ur. w 1810 w Zatorze, zm. 27 marca 1864 w Warszawie) – polski lekarz.

## Życiorys
Ukończył gimnazjum w Wadowicach i liceum Św. Barbary w Krakowie, po czym od 1829 roku przez 2 lata studiował filozofię na Uniwersytecie Jagiellońskim, a następnie medycynę, którą ukończył w 1835 roku. Po studiach przeniósł się do Warszawy, gdzie w 1838 roku został ordynatorem Szpitala Dzieciątka Jezus. Pracował na tym stanowisku do śmierci. Został pochowany na cmentarzu Powązkowskim (kwatera 27 wprost-3-18).
Jan Chlebowski był ojcem: Anieli, Bronisława i Zofii.